# Боли (Оклахома)
Боли (енгл. Boley) град је у америчкој савезној држави Оклахома.

## Демографија
По попису из 2010. године број становника је 1.184, што је 58 (5,2%) становника више него 2000. године.
| Група             | 2000.       | 2010.       |
| Белци             | 393 (34,9%) | 518 (43,8%) |
| Афроамериканци    | 616 (54,7%) | 469 (39,6%) |
| Азијати           | 1 (0,1%)    | 2 (0,2%)    |
| Хиспаноамериканци | 35 (3,1%)   | 71 (6,0%)   |
| Укупно            | 1.126       | 1.184       |